# IC 601
IC 601 је спирална галаксија у сазвјежђу Лав која се налази на листи објеката дубоког неба у Индекс каталогу.
Деклинација објекта је + 7° 2' 21" а ректасцензија 10h 18m 15,3s. Привидна величина (магнитуда) објекта IC 601 износи 14,1 а фотографска магнитуда 14,8. IC 601 је још познат и под ознакама MCG 1-26-33, CGCG 36-87, NPM1G +07.0219, KCPG 230A, PGC 30086.